# Pedro Rodríguez Álvarez
Pedro Rodríguez Álvarez (* 22. August 1990 in Vigo, Spanien) ist ein spanischer Handballspieler, der auch die ungarische Staatsbürgerschaft besitzt.

## Karriere

### Verein
Pedro Rodríguez Álvarez spielte ab 2008 für den spanischen Verein BM Ciudad Encantada. 2011 wechselte der 1,97 m große Linkshänder, der auf der rechten Rückraumposition und auf Rechtsaußen eingesetzt wird, zu BM Logroño La Rioja. Dort erzielte er in der Saison 2014/15 94 Tore und ein Jahr später 112 Tore in je 30 Spielen in der Liga Asobal. Daraufhin verpflichtete ihn der ungarische Spitzenklub Pick Szeged, mit dem er 2018 die ungarische Meisterschaft und 2019 den ungarischen Pokal gewann. Von 2019 bis 2022 lief er für Balatonfüredi KSE auf. Seit 2022 steht  Rodríguez bei MOL Tatabánya unter Vertrag.

### Nationalmannschaft
In der spanischen Nationalmannschaft debütierte Rodríguez am 7. November 2015 gegen Schweden mit drei Toren beim 32:27-Erfolg. Einen Tag darauf erzielte er einen Treffer beim 23:20 gegen Polen. Am 10. April 2016 blieb er beim 25:23 gegen Schweden ohne Tor.
Nach seinem Wechsel nach Ungarn nahm er auch die Staatsbürgerschaft seines Gastlandes an. Im Vorfeld der Weltmeisterschaft 2021 gab er seinen Einstand für die ungarische Nationalmannschaft. Im Turnier warf er sieben Tore in fünf Spielen. Bei der Europameisterschaft 2022 warf er neun Tore in drei Spielen und belegte mit dem Team den 15. Platz. An der Weltmeisterschaft 2023 nahm er ebenfalls teil. Bei der Weltmeisterschaft 2025 warf er elf Tore in vier Spielen und belegte mit dem Team den 8. Platz.
Bisher bestritt er 49 Länderspiele, in denen er 119 Tore erzielte.